# Sociedade Brasileira de Informática em Saúde
A Sociedade Brasileira de Informática em Saúde (SBIS) foi criada em novembro de 1986, na cidade de Campinas, durante o Primeiro Congresso Brasileiro de Informática em Saúde. Esta sociedade profissional tem a missão de promover o desenvolvimento e o intercâmbio das ideias e dos resultados nos campos devotados às tecnologias de informação aplicadas às Ciências da Saúde (como Informática médica, Telemedicina, Bioinformática). A SBIS organiza um congresso científico duas vezes por ano e publica o Journal of Health Informatics, um periódico de revisão por pares com acesso livre, publicado trimestralmente.
A sociedade é afiliada à Associação Internacional de Informática em Saúde desde 1987.
O atual quadro executivo (2021-2022) é composto por Luis Gustavo Gasparini Kiatake (presidente). Dentre os presidentes anteriores estão Beatriz Faria Leão, Marco Antônio Gutierrez, Cláudio Giulliano Alves da Costa, Heimar de Fátima Marin, Lincoln de Assis Moura Jr., Umberto Tachinardi, Mariza Machado Klück, Daniel Sigulem, Renato Marcos Endrizzi Sabbatini e Roberto J. Rodrigues.